# Симпатическая нервная система

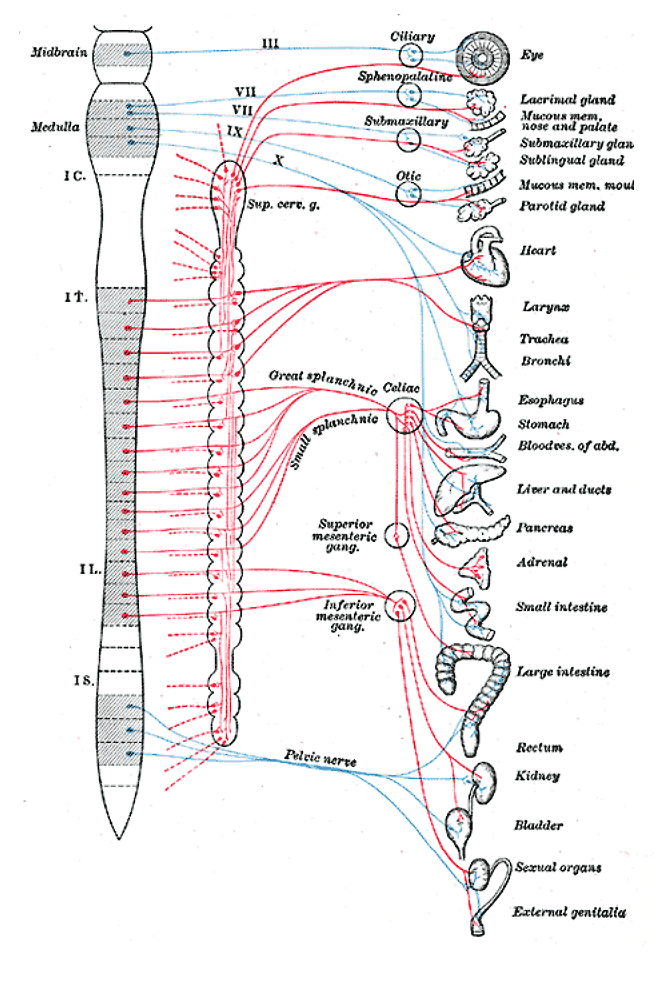
Анатомия иннервации вегетативной нервной системы. Системы: симпатическая (красным) и парасимпатическая (синим)

Симпати́ческая не́рвная систе́ма (от греч. συμπαθής чувствительный, сочувственный) — часть автономной (вегетативной) нервной системы, ганглии которой расположены на значительном расстоянии от иннервируемых органов. Управляет внутренними органами тогда, когда организм тратит энергию (при физической и эмоциональной нагрузке: стресс, бегство, нападение и тд), например, вызывает возбуждение сердечной деятельности и усиление обменных процессов.
Название «симпатическая нервная система» впервые было употреблено в 1732 году Якобом Винсловом и поначалу использовалось для обозначения всей автономной нервной системы. Впоследствии этим термином стали называть только её часть.

## Эмбриология
Эмбриональным источником для симпатической системы служит ганглиозная пластинка. Она подразделяется на сомиты, дифференцирующиеся на парасимпатическую систему и эволюционно более древнюю симпатическую. К симпатическому уровню относят шейные и грудные сомиты.
В эмбриогенезе периферическая часть симпатической нервной системы образуется в результате миграции симпатических нейробластов. Миграция происходит по волокнам спинного мозга сегментарно. Выделяют несколько «волн миграции». В результате первой волны образуется «первичный» симпатический ствол, представленный в области шеи верхним (краниальным), нижним (задним), шейными и звездчатым ганглиями. Вторая волна возникает из первичной, главным образом из дорсальных отделов. В результате образуется «вторичный» симпатический ствол.

## Морфология
Симпатическая нервная система топографически подразделяется на центральную, расположенную в спинном мозге, и периферическую, включающую многочисленные соединённые друг с другом нервные ветви и узлы.

### Центральный отдел
Центры симпатической системы (спинномозговой центр Якобсона) находятся в боковых рогах грудного и поясничного сегментов серого вещества спинного мозга в тораколюмбальном отделе (сегменты от последнего шейного до третьего поясничного включительно).

### Периферический отдел
Периферическая часть симпатической нервной системы образована эфферентными и чувствительными нейронами с их отростками, располагающимися в околопозвоночных и удалённых от спинного мозга предпозвоночных узлах. 

#### Симпатический ствол
По обеим сторонам позвоночника расположены симпатические стволы. Они имеют вид цепей, образованных узлами первого порядка, и протягиваются от основания черепа до копчика, где сходятся в непарный копчиковый узел.  В симпатическом стволе выделяют шейный, грудной, поясничный и крестцовый отделы. Узлы в каждой цепи ствола соединены межузловыми ветвями. В поясничном и крестцовом отделах две цепи соединяются поперечными ветвями.

#### Симпатические волокна
Симпатические волокна выходят из спинного мозга на протяжении от I—II грудного до II—IV поясничного сегмента. По своему ходу симпатические волокна отделяются от двигательных соматических, и далее, в виде белых соединительных ветвей, вступают в грудные и верхний поясничный узлы пограничного симпатического ствола.  От узлов симпатического ствола отходят серые соединительные ветви и висцеральные ветви. Серые соединительные ветви соединяются со спинномозговыми нервами и в их составе идут к гладким мышцам сосудов, сальным и потовым железам, а также к скелетной мускулатуре (они регулируют её трофику). Висцеральные ветви иннервируют внутренние органы.
Для симпатической нервной системы характерно генерализованное влияние, при этом симпатические волокна иннервируют все без исключения органы. Генерализация , то есть расширение области возбуждения, достигается за счёт того, что преганглионарные волокна в узлах симпатического ствола многократно ветвятся, и количество постганглионарных волокон может в несколько десятков раз превышать количество преганглионарных. Это позволяет сравнительно небольшому числу центральных симпатических нейронов обеспечить иннервацию всех органов и тканей.

#### Ганглии II порядка
Кроме узлов первого порядка (вертебральных ганглиев), в состав периферического отдела симпатической нервной системы также входят узлы второго порядка (превертебральные ганглии). Они участвуют в образовании сплетений (например, чревного и солнечного).

## Синаптическая передача в симпатическом отделе
По нервным волокнам импульс доставляется к эффекторному органу, вызывая изменения его работы. Для передачи нервного импульса в симпатической нервной системе предусмотрена цепь из двух нейронов: первый нейрон в составе преганглионарного волокна, его тело лежит в сером веществе спинного мозга, второй – в составе постганглионарного волокна. Соответственно, дважды происходит синаптическая передача: между преганглионарным и постганглионарным нейроном и между постганглионарным нейроном и клетками рабочего органа.
Аксоны нейронов, составляющие преганглионарные волокна (доузловые, следующие из спинного мозга) оканчиваются либо в узлах симпатического ствола, либо в превертебральных ганглиях. В любом случае, в каком-либо ганглии должна произойти синаптическая передача возбуждения от преганглионарной клетки к постганглионарной. Возможны следующие варианты:
- Аксон входит в паравертебральный ганглий, и синапс возникает на том же уровне, на котором к ганглию подошёл нерв.
- Аксон входит в паравертебральный ганглий, по межузловым ветвям поднимается  или спускается к другому узлу, и синапс возникает в этом узле.
- Аксон не образует синапс в паравертебральном ганглии, а следует к превертебральному, и синапс возникает там.

По участию в проведении нервного импульса того или иного медиатора синапсы подразделяются на адренергические и холинергические. В холинергическом синапсе медиатором является ацетилхолин, а в адренергическом в большинстве случаев - норадреналин или другие катехоламины (редко). Основным медиатором, выделяемым преганглионарными волокнами, так же как и в парасимпатической нервной системе, является ацетилхолин (то есть синапсы холинергические), а постганглионарными волокнами — норадреналин (адренергические синапсы).  Ацетилхолин активирует никотиновый ацетилхолиновый рецептор на мембране постганглионарного нейрона. Норадреналин активирует адренергические рецепторы на мембране клеток рабочего органа.
Из этой закономерности есть исключения: например, в окончаниях постганглионарных волокон, иннервирующих потовые железы на всех участках кожи, кроме стоп, ладоней, частично лица, в качестве медиатора выделяется ацетилхолин. Однако на приведённых выше участках постганглионарные волокна выделяют норадреналин. Это связано с наличием двух типов потоотделения:  т.н. термического и эмоционального.

## Физиология

### Общее значение симпатической нервной системы
Симпатическая нервная система активируется при стрессовых реакциях, поэтому иногда её называют системой "бей или беги". Под влиянием этого отдела увеличивается скорость обменных процессов в органах и тканях, усиливаются сердечные сокращения, увеличивается количество поступающего к мышцам кислорода и затормаживаются процессы пищеварения.

### Адаптационно-трофическая функция симпатической нервной системы
Симпатическая нервная система выполняет адаптационно-трофическую функцию, то есть обеспечивает приспособление организма к изменяющимся условиям среды путём изменения уровня обмена веществ в органах и тканях. Исполнение симпатическим отделом адаптационно-трофической функции предположил И. П. Павлов, когда во время экспериментов на собаках обнаружил веточку симпатического нерва, идущую к сердцу и при возбуждении усиливающую сердечные сокращения без изменения их частоты. Впоследствии эту идею развили советские физиологи Л. А. Орбели и А. Г. Гинецинский, обнаружив усиление сокращений утомлённой скелетной мышцы лягушки при раздражении приходящего к ней симпатического нерва (увеличивалась сила мышечных сокращений, повышалась возбудимость и сократимость мышцы). Подобный эксперимент был повторён с мышцами млекопитающих. Результат экспериментов был положен в основу теории Л. А. Орбели об адаптационно-трофической функции симпатического отдела вегетативной нервной системы.

### Иннервация отдельных органов и влияние на их работу
1. Симпатическими волокнами из верхнего шейного узла (ветвями внутреннего сонного нерва  n.caroticus internus, образующими вокруг сонной артерии сплетение plexus caroticus internus) иннервируется дилататор зрачка, то есть под влиянием симпатического отдела вегетативной нервной системы зрачок расширяется. При поражении верхнего шейного узла отмечается сужение зрачка на одноимённой стороне.
2. Симпатическими волокнами, отходящими из верхнего шейного узла (наружными сонными нервами nn.carotici externi, образующими вокруг сонной артерии сплетение plexus caroticus externus), иннервируются слюнные железы. Под влиянием этого отдела нервной системы слюна выделяется в небольшом объёме. При раздражении симпатических нервов в железах ограничивается кровоснабжение, поэтому по консистенции слюна густая и вязкая. Таким образом, основная функция симпатической нервной системы в данном случае – задержка слюноотделения (при стрессе возникает сухость во рту).
3. Симпатические волокна иннервируют потовые железы кожи во всех областях тела. Потовые железы иннервируются холинергическими нервными волокнами — в их окончаниях в качестве медиатора выделяется ацетилхолин. Под влиянием симпатического отдела вегетативной нервной системы потоотделение усиливается.
4. Симпатические нервы, иннервирующие сердце (cardiacus cervicalis superior,  n. cardiacus cervicalis medius, n. cardiacus cervicalis inferior,  n. cardiaci thoracici), отходят от трёх верхних шейных и пяти верхних грудных симпатических узлов.
Из симпатических и парасимпатических нервов формируются два сердечных сплетения: поверхностное, plexus cardiacus superficialis, располагающееся между дугой аорты и бифуркацией лёгочного ствола; и глубокое, plexus cardiacus profundus, расположенное между дугой аорты и бифуркацией трахеи. В сплетениях находятся группы ганглионарных клеток и нервные узлы. Ветви этих сплетений затем переходят в единое внутриорганное сердечное сплетение.
Верхний сердечный нерв участвует в образовании поверхностного и глубокого сплетений. Средний сердечный нерв, нижний сердечный нерв и грудные сердечные нервы вступают в глубокое сердечное сплетение.
Импульсы этих нервов усиливают сердечные сокращения и учащают их ритм.
5. В большинстве тканей все сосуды, кроме капилляров, иннервируются волокнами симпатической нервной системы.
Симпатическая нервная система сужает кровеносные сосуды и повышает артериальное давление, тем самым, отводит кровь от органов, чьи функции в стрессовой ситуации необязательны для выживания организма, и, напротив, увеличивает приток крови к жизненно важным и необходимым во время стресса органам (например, во время стресса кожа бледнеет, потому что кровоток в ней уменьшается в пользу скелетных мышц).
- Импульсы симпатических нервов в мышечной ткани мелких артерий и артериол приводит к увеличению сосудистого сопротивления и уменьшению кровотока.

- Импульсы  симпатических нервов в гладкомышечной ткани крупных кровеносных сосудов, особенно вен, приводит к уменьшению их объёма, что способствует движению крови по направлению к сердцу.

6. Симпатический отдел комплексно влияет на дыхательные пути и лёгкие. Основная задача, которую он решает,  - облегчение дыхания во время стрессовой ситуации для более полного снабжения клеток организма кислородом.
- Начало дыхательных путей — носовая полость — иннервируется симпатическими нервами, преганглионарные волокна которых отходят от верхних грудных сегментов спинного мозга, а постганглионарные волокна — берут начало в верхнем шейном ганглии. Достигнув слизистой оболочки полости носа, симпатические нервы сужают просвет сосудов и уменьшают секрецию слизи.

- Гортань также имеет симпатическую иннервацию. Преганглионарные волокна опять же начинаются в верхних грудных сегментах спинного мозга, а постганглионарные — в верхнем шейном ганглии. От шейного ганглия к гортани симпатические волокна идут в составе ветвей гортанно-глоточных нервов и в составе нервных сплетений артерий. Под воздействием симпатической нервной системы сосуды гортани суживаются, тормозится секреция клеток железистого эпителия слизистой оболочки гортани.

- Симпатические нервы, преганглионарные волокна которых начинаются в нижних шейных и верхних грудных сегментах спинного мозга, а постганглионарные — в грудных ганглиях, иннервируют слизистую трахеи и её гладкую мускулатуру. Под воздействием этого отдела расслабляются гладкие мышцы трахеи и замедляется секреция желёз слизистой, сужаются сосуды.

- В составе лёгочных ветвей симпатические волокна приходят к бронхиальному дереву и лёгким, где иннервируют слизистую оболочку и гладкую мускулатуру. Преганглионарные волокна этих нервов начинаются в верхних грудных сегментах спинного мозга, а постганглионарные — в верхних грудных ганглиях. Действие симпатического отдела вызывает расширение просвета бронхов и уменьшение секреции бронхиальных желёз.

7. Симпатические волокна иннервируют гладкие мышцы в стенках лимфатических сосудов. Они сосредоточены преимущественно около клапанов и в местах перехода более мелких сосудов в более крупные. Импульсы симпатического отдела нервной системы вызывают сокращения стенок лимфатических сосудов и повышение давления лимфы на стенки сосудов, что способствует продвижению лимфы от лимфатических капилляров к крупным протокам и, в конечном итоге, к венам кровеносного русла.  
8. Симпатические волокна иннервируют стенки полых органов пищеварительного тракта. Импульсы симпатического отдела подавляют деятельность органов пищеварения.
- Симпатические волокна, постганглионарные нейроны которых исходят из верхнего шейного ганглия, иннервируют железы глотки и, возбуждаясь, угнетают их секрецию, а также вызывают сокращение стенок сосудов и обеспечивают трофическую иннервацию поперечнополосатых мышц.

- Симпатические волокна, постганглионарные волокна которых исходят из верхних грудных ганглиев, иннервируют железы, стенки сосудов и гладкую мускулатуру пищевода. В стенках пищевода импульсы симпатического отдела сужают сосуды, подавляют секрецию желёз и тормозят сокращение гладких мышц, а также обеспечивают трофическую иннервацию поперечнополосатых мышц верхней трети пищевода.

- Симпатические нервы, постганглионарные волокна которых исходят из чревного сплетения, иннервируют гладкие мышцы, железы и сосуды стенки желудка. Импульсы симпатического отдела подавляют функции желудка: тормозят секрецию ферментов, соляной кислоты и слизи; сужают кровеносные сосуды, подавляют мышечные сокращения.

- Тонкая кишка иннервируется симпатическими волокнами, постганглионарные нейроны которых отходят от верхнего брыжеечного, а также частично чревного и печёночного сплетений. Возбуждение симпатических волокон вызывает расслабление гладких мышц, сужение сосудов и подавление секреции желёз тонкой кишки.

- Эфферентная иннервация различных отделов толстой кишки осуществляется симпатическими волокнами, постганглионарные нейроны которых лежат в верхнем и нижнем брыжеечном, межбрыжеечном, верхнем и нижнем тазовом сплетениях. Возбуждение симпатического отдела угнетает перистальтику толстой кишки и секрецию её желёз, сужает сосуды.